# Tempête tropicale Arlene (2005)
Pour les articles homonymes, voir Cyclone tropical Arlene.
La tempête tropicale Arlene a été la 1re de la saison cyclonique 2005, saison record pour le bassin de l'océan Atlantique. Le nom Arlene avait déjà été utilisé en 1959, 1963, 1967, 1971, 1981, 1987, 1993 et 1999.

## Chronologie
Dans les premiers jours de la saison cyclonique 2005, sous l'effet d'ondes tropicales et de la zone de convergence intertropicale, une zone de basses pressions s'est formée au large du Honduras. Le 8 juin 2005, une forte onde tropicale a provoqué son intensification en dépression tropicale, malgré le fort cisaillement du vent dans la région.
Le 9 juin, la tempête a atteint l'intensité d'une tempête tropicale, que le NHC baptisa sous le nom d'Arlene. Le système se dirigea vers le nord, et affecta les Îles Caïmans plus tard dans la journée, en s'intensifiant quelque peu.
Tôt le 10 juin, le centre d'Arlene traversa rapidement l'ouest de Cuba à la hauteur de Cabo Corrientes avec des vents soutenus de 80 km/h. La tempête entra alors dans le Golfe du Mexique. Avec l'aide du cisaillement éolien plus faible, Arlene s'intensifia pour presque atteindre l'intensité d'ouragan. En fin de soirée, on rapportait des vents soutenus à 115 km/h et une pression de 989 hPa au centre de la perturbation.
Le 11 juin, de l'air sec provenant du continent américain provoqua l'affaiblissement du cyclone tropical. Cet après-midi-là, Arlene toucha terre à l'ouest de Pensacola, en Floride, avec des vents soutenus de 95 km/h.
Progressant vers le nord au-dessus des États-Unis en tant que dépression tropicale, Arlene s'affaiblit. La dépression prit une direction nord-est et fut déclarée extra-tropicale le 13 juin, avant d'être absorbée par un complexe dépressionnaire non-tropical le 14 juin 2005.

## Préparation
Étant donné que le NHC avait laissé entendre la possibilité qu'Arlene devienne un ouragan, et que l'ouragan Ivan de l'année 2004 avait causé des dégâts catastrophiques à leurs plates-formes pétrolières, les compagnies d'extraction de pétrole ont fermé leurs plates-formes, réduisant de 7 % la production de brut du golfe du Mexique. Les compagnies Chevron Corp., Total SA, Shell et Murphy Oil ont évacué leurs employés.
Par précaution, la marine américaine a déplacé deux navires de la base de Pascagoula (Mississippi), pour échapper à la tempête.

## Bilan

### Cuba
De fortes pluies ont été reçues dans l'ouest de l'île. Les 11 cm ont été accueillies comme une bénédiction, en ayant mis fin à une sécheresse record à Cuba.

### États-Unis
En Floride, Arlene fit peu de dégâts matériels. Au centre de la tempête, un peu moins de 150 mm de pluie ont inondé temporairement les rues. Les vents ont causé des pannes électriques pour un peu plus de 11 000 clients. Les autorités rapportent toutefois la mort d'un étudiant russe qui s'est noyé à Miami Beach, loin de la zone perturbée, mais surpris par un fort courant provoqué par Arlene.
Plus au nord, on n'a rapporté aucun dégât directement lié à Arlene.